# Simidele Adeagbo
Simidele Adeagbo (née le 29 juillet 1981) est une ancienne athlète américano-nigériane devenue skeletoneuse. Elle représente le Nigeria aux Jeux olympiques d'hiver de 2018 dans la discipline du skeleton.

## Carrière
Née au Cananda, Simidele Adeagbo passe une partie de sa vie aux Etats-Unis et au Canada, avant de partir en Afrique du Sud en 2013. Elle est diplômée de l'Université du Kentucky en journalisme.
Simidele Adeagbo commence une carrière de sauteuse de triple-saut. N'ayant pas réussi les qualifications pour les Jeux Olympiques, elle décide d'abandonner l'athlétisme. 
En décembre 2016, inspirée par d'autres athlètes américaines ayant bifurqué vers des sports de glisse ; l'équipe de bobsleigh étant au complet, elle décide de s'entraîner au skeleton. Elle touche un skeleton pour la première fois le 12 septembre 2017 et se qualifie pour les Jeux olympiques de 2018 lors d'un compétition le 12 janvier 2018 à Lac Placid aux États-Unis,. Elle est ainsi la première africaine et la première athlète à représenter son pays dans cette discipline.

## Philanthropie
En juillet 2018, elle fait partie des 200 personnes choisies par le Obama Foundation Leaders: Africa Program, un programme d'engagement civique et de développement pour le continent africain. Parmi les membres, on trouve aussi Kofi Annan et la présidente du Liberia, Ellen Johnson Sirleaf. Dans le cadre du programme, elle a signé un contrat pour donner des master class sur le sport et le leadership aux filles dans plusieurs villes du Nigeria.